# 博泽勒
博泽勒（法語：Beauzelle，法語發音：[bozɛl]）是法国上加龙省的一个市镇，属于图卢兹区。

## 地理
博泽勒（43°39'55"N, 1°22'39"E）面积4.42 平方千米，位于法国奧克西塔尼大區上加龙省，该省份为法国西南部内陆省份，西南端与西班牙接壤，自此顺时针与上比利牛斯省、热尔省、塔恩-加龙省、塔恩省、奥德省和阿列日省接壤。
与博泽勒接壤的市镇（或旧市镇、城区）包括：布拉尼亚克、欧索讷、弗努耶、塞伊、圖盧茲。

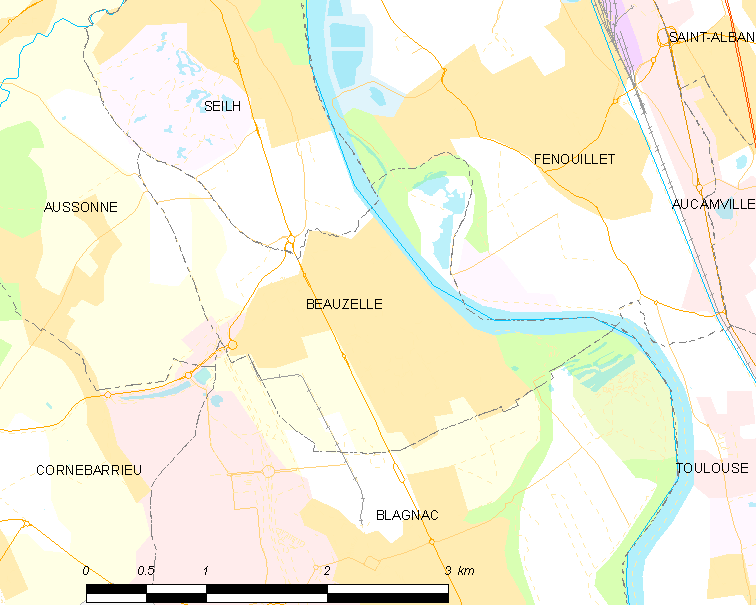
博泽勒的OSM定位图

博泽勒的时区为UTC+01:00、UTC+02:00（夏令时）。

## 行政
博泽勒的邮政编码为31700，INSEE市镇编码为31056。

## 政治
博泽勒所属的省级选区为布拉尼亚克县。

## 人口

1962-2008年间博泽勒人口变化图示

博泽勒于2022年1月1日时的人口数量为8184人。